# Thomas Nelson Jr.
Thomas Nelson Jr. (26 dicembre 1738 – 4 gennaio 1789) è stato un politico statunitense.

## Biografia
Fu il quarto governatore della Virginia. Suo nonno era Thomas Nelson (1677–1747) un immigrato inglese proveniente da Cumberland. Suo padre è stato un governatore coloniale della Virginia, William Nelson durante gli anni 1770 e 1771.
Studiò in un college a Cambridge, il Christ's College. Sposò nel 1762 Lucy, i due ebbero 11 figli. Alla sua morte il corpo venne sepolto nel cimitero Grace a Yorktown (Virginia).